# Akademisk BK
Akademisk Boldklub – duński klub piłkarski z siedzibą w Kopenhadze. Został założony w 1889 roku.

## Historia
Klub założony został w 1889 roku przez grupę studentów. Graczem nowo powstałego klubu mógł zostać każdy pod warunkiem, że był studentem uniwersytetu. Klub dominował w początkach duńskiego futbolu, zdobywając mistrzostwo Danii w 1919 i 1921 roku (mistrzostwa Danii organizuje się od 1913 roku). Później AB jeszcze wiele razy sięgał po najwyższe krajowe trofeum (w 1937, 1943, 1945, 1947, 1951, 1952 i 1967 roku).
Do najbardziej znanych piłkarzy z początków istnienia klubu należy Harald Bohr, brat słynnego Nielsa Bohra, który sam wystąpił w kilku meczach jako bramkarz. Szczególnie ciekawym przypadkiem w historii klub był Knud Lundberg, ktróry reprezentował Danię w trzech różnych dyscyplinach sportu (obok piłki nożnej była to koszykówka i piłka ręczna). Klub Akademisk BK rozsławił także inny grający w nim piłkarz – Karl Aage Hansen, który w 22 meczach w reprezentacji Danii zdobył 17 goli. Zarówno Lundberg, jak i Hansen grali w okresie od końca II wojny światowej do połowy lat 50., kiedy to Akademisk BK 4-krotnie zdobył mistrzostwo Danii.
Począwszy od lat 70., a szczególnie od momentu wprowadzenia w Danii futbolu zawodowego w latach 80., klub przeżywał ciężki okres i znajdował się z dala od czołówki duńskich klubów piłkarskich. Wyjątkiem była druga połowa lat 90., kiedy to w 1996 roku Akademisk wrócił do najwyższej ligi, w sezonie 1998/99 zdobył Puchar Danii oraz dwukrotnie zajął wysokie trzecie miejsce w lidze (w 1999 i w 2000 roku).

## Sukcesy
- mistrzostwa Danii:
  - mistrzostwo (9): 1918/1919, 1920/1921, 1936/1937, 1942/1943, 1944/1945, 1946/1947, 1950/1951, 1951/1952, 1967
  - wicemistrzostwo (10): 1917/1918, 1931/1932, 1935/1936, 1941/1942, 1943/1944, 1948/1949, 1949/1950, 1954/1955, 1956/1957, 1970
  - 3. miejsce (8): 1928/1929, 1938/1939, 1945/1946, 1947/1948, 1953/1954, 1955/1956, 1998/1999, 1999/2000
- Puchar Danii
  - zwycięstwo (1): 1999
  - finał (3): 1956, 1995, 2001
- Superpuchar Danii
  - zwycięstwo (1): 1999

## Europejskie puchary
Legenda do wszystkich tabel:
- Q – runda eliminacyjna, 1/16, 1/8, 1/4, 1/2 – odpowiednia faza rozgrywek, Grupa – runda grupowa, 1r gr – pierwsza runda grupowa, 2r gr – druga runda grupowa, F – finał, R – runda, PO – play-off
- k. – rzuty karne, los. – losowanie, Dogr. – dogrywka, w. – zasada bramek strzelonych na wyjeździe

| Sezon   | Rozgrywki              | Runda | Przeciwnik              | Dom | Wyjazd | Ogólnie |
| ------- | ---------------------- | ----- | ----------------------- | --- | ------ | ------- |
| 1968/69 | Puchar Europy          | 1R    | FC Zürich               | 1–2 | 3–1    | 4–3     |
| 1968/69 | Puchar Europy          | 2R    | AEK Ateny               | 0–2 | 0–0    | 0–2     |
| 1970/71 | Puchar Miast Targowych | 1R    | Sliema Wanderers        | 7–0 | 3–2    | 10–2    |
| 1970/71 | Puchar Miast Targowych | 1R    | RSC Anderlecht          | 1–3 | 0–4    | 1–7     |
| 1971/72 | Puchar UEFA            | 1R    | Dundee F.C.             | 0–1 | 2–4    | 2–5     |
| 1998    | Puchar Intertoto       | 2R    | Worskła Połtawa         | 2–2 | 1–1    | 3–3, w. |
| 1999/00 | Puchar UEFA            | 1R    | Grasshopper Club Zürich | 0–2 | 1–1    | 1–3     |
| 2000/01 | Puchar UEFA            | 1Q    | B36 Tórshavn            | 8–0 | 1–0    | 9–0     |
| 2000/01 | Puchar UEFA            | 1R    | Slavia Praga            | 0–2 | 0–3    | 0–5     |
| 2002    | Puchar Intertoto       | 1R    | BATE Borysów            | 0–2 | 0–1    | 0–3     |